# Canis lupus hattai
Il lupo di Hokkaido (Canis lupus hattai Kishida, 1931), noto in Giappone come lupo ezo (エゾオオカミ（蝦夷狼）?, Ezo Ōkami), è una delle due sottospecie estinte di Canis lupus note in passato col nome collettivo di lupo del Giappone. L'altra è il lupo di Honshū.

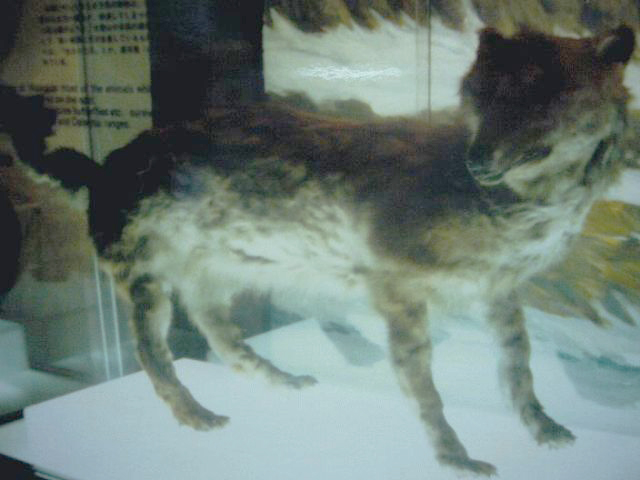
Esemplare all'Hokkaido Museum.

Questo lupo, endemico del Giappone, viveva sull'isola di Hokkaidō. Era più grande della sottospecie di Honshū e le sue dimensioni si avvicinavano a quelle di un normale lupo grigio.
Il lupo di Hokkaidō si estinse durante il periodo del cosiddetto «Rinnovamento Meiji». Dichiarato pericoloso per l'allevamento (allora incoraggiato dal governo Meiji), divenne il bersaglio di cacciatori di taglie e di intense campagne di avvelenamento. Durante questo periodo l'isola di Hokkaidō conobbe un notevole sviluppo industriale e il lupo subì anche le varie conseguenze indotte dalla distruzione dell'habitat.
Da allora, ogni tanto, si innalzano presunte voci di avvistamenti di questo animale, ma nessuna di queste è stata mai confermata (vedi criptozoologia).